# Збірна Болгарії з баскетболу
Збірна Болгарії з баскетболу (болг. Национален отбор по баскетбол на България) — національна баскетбольна команда, яка представляє Болгарію на міжнародній баскетбольній арені. Найбільші успіхи в збірної Болгарії були з 1950-х по 1970-ті роки.

## Статистика виступів

### Євробаскет
- 1935 — 8-е місце
- 1937 — Не пройшли кваліфікацію
- 1939 — Не пройшли кваліфікацію
- 1946 — Не пройшли кваліфікацію
- 1947 — 8-е місце
- 1949 — Не пройшли кваліфікацію
- 1951 — 4-е місце
- 1953 — 9-е місце
- 1955 — 4-е місце
- 1957 —  2-е місце
- 1959 — 5-е місце
- 1961 —  3-є місце
- 1963 — 5-е місце
- 1965 — 5-е місце
- 1967 — 4-е місце
- 1969 — 7-е місце
- 1971 — 6-е місце
- 1973 — 6-е місце
- 1975 — 5-е місце
- 1977 — 6-е місце
- 1979 — 11-е місце
- 1981 — Не пройшли кваліфікацію
- 1983 — Не пройшли кваліфікацію
- 1985 — 8-е місце
- 1987 — Не пройшли кваліфікацію
- 1989 — 7-е місце
- 1991 — 8-е місце
- 1993 — 16-е місце
- 1995 — Не пройшли кваліфікацію
- 1987 — Не пройшли кваліфікацію
- 1999 — Не пройшли кваліфікацію
- 2001 — Не пройшли кваліфікацію
- 2003 — Не пройшли кваліфікацію
- 2005 — 13-е місце
- 2007 — Не пройшли кваліфікацію
- 2009 — 14-е місце
- 2011 — 13-е місце
- 2013 — Не пройшли кваліфікацію
- 2015 — Не пройшли кваліфікацію
- 2017 — Не пройшли кваліфікацію
- 2022 — 20-е місце

### Олімпійські ігри
- 1936 — Не пройшли кваліфікацію
- 1948 — Не пройшли кваліфікацію
- 1952 — 7-е місце
- 1956 — 5-е місце
- 1960 — 16-е місце
- 1964 — Не пройшли кваліфікацію
- 1968 — 10-е місце
- 1972 — 2024 — Не пройшли кваліфікацію

### Чемпіонат світу
- 1959 — 7-е місце

## Досягнення
Євробаскет
- Срібні медалі — 1957
- Бронзові медалі — 1961